# 寺尾村 (長野県)
寺尾村（てらおむら）は長野県埴科郡にあった村。現在の長野市松代地区の北西部にあたる。

## 地理
- 山：奇妙山
- 河川：千曲川

## 歴史
- 1889年（明治22年）4月1日 - 町村制の施行により、埴科郡東寺尾村・柴村・上高井郡大室村・更級郡牧島村および更級郡小島田村の一部（千曲川以南）の区域をもって発足。
- 1955年（昭和30年）4月3日 - 松代町・豊栄村・更級郡西寺尾村と合併して松代町が発足。同日寺尾村廃止。

## 交通

### 鉄道路線
- 長野電鉄
  - 河東線
    - 金井山駅 - 大室駅

### 道路
- 谷街道（現・国道403号）

現在は旧村域に上信越自動車道の長野インターチェンジが所在するが、当時は未開通。